# Lijst van spelers van Standard Luik
Deze lijst omvat voetballers die bij Standard Luik spelen of gespeeld hebben. De spelers zijn gerangschikt volgens alfabet.

## A
- Astrit Ajdarević (2012-2014)
- Izzet Akgül (1992-1996 jeugd)
- Arnor Angeli (2000-2009 jeugd, 2009-2012)
- Dino Arslanagic (2011-2012 jeugd, 2012-2016)
- Ole Martin Årst (2000-2003)
- Mathieu Assou-Ekotto (december 2004-januari 2006)

## B
- Logan Bailly (1999-2001 jeugd)
- Sambegou Bangoura (2003-2006)
- Michy Batshuayi (2008-2011 jeugd, 2011-2014)
- Tal Ben-Haim (2013-2014)
- Karim Belhocine (2011-2012)
- Leon Benko (2008-2009)
- Christian Benteke (januari 2009-2011)
- Franck Berrier (2010-januari 2012)
- Roberto Bisconti (1991-1995, 1996-1998, 1999-2000, 2003-2005)
- Birkir Bjarnason (januari 2012-2012)
- Fernand Blaise (1943-1956)
- Srđan Blažić (januari 2010-2011)
- Arnaud Bodart (2017-heden)
- Gilbert Bodart (1977-1996, 1997-1998)
- Danny Boffin (2003-2005)
- Sinan Bolat (januari 2009-2013)
- Ferdinand Boogaerts (1948-1955)
- Gabriel Boschilia (januari 2016-2016
- René Botteron (1982)
- Hakim Bouchouari (2006-januari 2007)
- Abdelfattah Boukhriss (januari 2011-2011)
- Jean Bouttiau (1909-1914)
- Josip Bukal (1973-1976)
- Frédéric Bulot (2012-2014)
- Yoni Buyens (2011-2014)
- Maor Buzaglo (2011-2013)

## C
- Pape Abdou Camara (januari 2010-2010, januari 2011-januari 2012)
- Marcos Camozzato (2006-2010)
- Mehdi Carcela-Gonzalez (2008-2011, 2013-2015, 2018-nu)
- Fabián Carini (2002-2004)
- Jurgen Cavens (2001, 2001-2002, 2003-januari 2004)
- Jean-Philippe Charlet (1994-1995 jeugd)
- Laurent Ciman (2010-januari 2015)
- Ibrahima Cissé (2005-2012 jeugd, 2012-2014)
- Nico Claesen (1985-1986)
- Roger Claessen (1958-1968)
- Cédric Collet (2009-2011)
- Sérgio Conceição (2004-2007)
- Duje Čop (2017- nu)
- Alessandro Cordaro (1993-2005 jeugd)
- Jorge Costa (2005-2006)
- Adrian Cristea (januari 2013-2013)
- Johnny Crossan (1961-1962)
- André Cruz (1990-1994, 1999)
- Gohi Bi Zoro Cyriac (2008-2012)
- Alex Czerniatynski (1985-1989)

## D
- Olivier Dacourt (2009-2010)
- Jos Daerden (1980-1984)
- Koen Daerden (2010-2011)
- Wilfried Dalmat (2008-2010)
- Danilo (2010-februari 2012)
- Dante (2007-2009)
- Guy Dardenne (1973-1976, 1984-1986)
- Alandson Jansen Da Silva (2008-2009)
- Mohamed Aliyu Datti (2003-2004)
- Igor de Camargo (2006-2010, 2013-2015)
- Eric Deflandre (2004-2007)
- Steven Defour (2006-2011)
- Siramana Dembélé (januari 2006-2008)
- Stéphane Demol (1991-1993)
- Alex de Moraes Gomes (2009)
- Tom De Mul (2010-2011)
- Henri Depireux (1968-1971)
- Alexis De Sart (2006-2015 jeugd, 2015-januari 2016)
- Julien De Sart (2001-2013 jeugd, 2013-2016)
- Jérémy De Vriendt (2003-2009)
- Nico Dewalque (1963-1976)
- Zié Diabaté (januari 2013-2013)
- Ernesto Díaz (1976-1977)
- Rodrigo Digao (2008-2009)
- Léon Dolmans (1970-1975)
- Jean-Luc Dompé (januari 2016-2019)
- Mathieu Dossevi (2015-2018)
- Ivica Dragutinović (2000-2005)
- Grégory Dufer (2007-2008, 2009-2010)
- Guy Dufour (2011-2012)
- Johnny Dusbaba (1981-1982)
- Damien Dussaut (2014-januari 2016)

## E
- Edmilson (1996-1999)
- Edmilson jr. (januari 2016-2018)
- Ralf Edström (1979-1981)
- Joseph Enakarhire (2000-2004)
- Eyong Enoh (2014-2017)
- Didier Ernst (1991-1992, 1993-2002)
- Rorys Aragón Espinoza (2006-2009)
- Imoh Ezekiel (2012-2014, januari 2015-2015)

## F
- Lucien Fabry (1919-1928)
- Collins Fai (januari 2016-nu)
- Ricardo Faty (2014-2015)
- Felipe (2009-2012)
- Marouane Fellaini (2004-2008)
- Antonio Folha (1998-1999, 2001)

## G
- Serge Gakpé (januari 2012-2012)
- Milan Galić (1966-1970)
- Régis Genaux (1988-1996, 2001-2002)
- Karel Geraerts (2004-2007)
- Eric Gerets (1971-1983)
- Rami Gershon (2009-2010, januari 2012-januari 2013)
- Reza Ghoochannejhad (2013-2014)
- René Gillard (1939-1950)
- Jean-François Gillet (1996-1999, 2016-nu)
- Stéphane Gillet (1996-1998)
- Joseph Givard (1952-1960)
- Kristof Goessens (jeugd)
- Ignacio María González (2011-januari 2013)
- Michaël Goossens (1990-1996, 2000-2003)
- Réginal Goreux (1994-2006 jeugd, 2006-januari 2013, 2015-2020)
- Gheorghe Grozav (januari 2010-2011)
- Heinz Gründel (1982-1985)

## H
- Arie Haan (1981-1983)
- Guy Hellers (1983-2000)
- Horst Hrubesch (1983-1985)

## I
- Marco Ingrao (2007-2009)

## J
- Jean Jadot (1948-1960)
- Léon Jeck (1963-1974)
- Milan Jovanovic (2006-2010)
- Junior (2006-2007)

## K
- Kanu (januari 2011-2014)
- Faysel Kasmi (2015-januari 2016)
- Eiji Kawashima (2012-2015)
- Mehmet Kiskac (2009-2010)
- João Klauss de Mello (2021-2022)
- Anthony Knockaert (2015-januari 2016)
- Miloš Kosanović (januari 2016-2019)
- Erwin Kostedde (1968-1971)

## L
- Leroy Labylle (januari 2011-januari 2012)
- Georges Laurent
- Dimitri Lavalée (2016-2020)
- Jonathan Legear (1998-2003 jeugd, 2015-2017)
- Philippe Léonard (1983-1996, 2004-2006)
- Maxime Lestienne (2018- nu)
- Mbaye Leye (2010-januari 2012)
- Jeff Louis (2014-2015)

## M
µ
- Peter Maes (1996-1998)
- Eliaquim Mangala (2008-2011)
- Fernand Massay (1937-1953)
- Jean Mathonet (1946-1960)
- Dieumerci Mbokani (2007-2010)
- Walter Meeuws (1981-1984)
- Jonathan Mendes (2009-2011)
- Michel (2004–2006)
- Tomislav Mikulic (2008-2009)
- Farouk Miya (januari 2016-2018)
- Flip Mladenovic (2017)
- Anthony Moris (2000-2008 jeugd, 2008-2015)
- Ivica Mornar (1998-2001)
- Almani Moreira 2001-2004, 2005-2006)
- Émile Mpenza (1997-2000)
- Mbo Mpenza (1997-2000)
- Paul-José Mpoku (2004-2008 jeugd, 2011-januari 2015 2017-2020)
- Geoffrey Mujangi Bia (2011-2012, 2013-2015)
- Landry Mulemo (1995-2007 jeugd, 2007-2010)
- Jacky Munaron (1992-1994)
- Džemaludin Mušović (1972-1975)
- Aleksandar Mutavdžić (2002-2006)
- Andréa Mbuyi-Mutombo (2009-2011)

## N
- Antal Nagy (1968-1969)
- Loïc Nego (januari 2013-2013)
- Benjamin Nicaise (2008-2010)
- Harald Nickel (1977-1978)
- Adolphe Nicolay (1941-1951)
- Jean Nicolay (1956-1969)
- Aloys Nong (2010-januari 2012)

## O
- Marvin Ogunjimi (2012-januari 2013)
- Yuji Ono (2013-2015)
- Oguchi Onyewu (2004-december 2006, 2007-2009)
- Daniel Opare (2010-2014)
- Mustapha Oussalah (1999-december 2003, 2006-2007)

## P
- Alen Pamić (2010-2011)
- Yanis Papassarantis (2004-2006 jeugd, 2006-2008)
- Christian Piot (1963-1978)
- André Piters
- Luiz Phellype (2012-2013)
- Thomas Phibel (januari 2007-2008)
- Paul Philipp (1974-1976)
- Luigi Pieroni (2010-2011)
- Gerard Plessers (1975-1984)
- Sébastien Pocognoli (2000-2002 jeugd, januari 2010-januari 2013, 2017-2020)
- Theo Poel (1975-1986)
- Michel Preud'homme (1969-1986)
- Robert Prosinečki (2001)

## R
- Milan Rapaić (2004-2007)
- Nicolas Raskin (2019-)
- Mircea Rednic (1991-1996)
- Olivier Renard (2005-januari 2008)
- Michel Renquin (1974-1981, 1985-1988)
- Alfred Riedl (1976-1980)
- Ricardo Rocha (2009)
- Tony Rombouts (1974-1975)
- Frans van Rooij (1991-1994)
- Cédric Roussel (2004-2006)
- Vedran Runje (1998-2001, 2004-2006)

## S
- Jeff Saibene (1986-1989)
- Ivan Santini (2015-2016)
- Ricardo Sá Pinto (2006-2007)
- Mohamed Sarr (2005-2010)
- Gunther Schepens (1993-1997)
- Luis Manuel Seijas (2011-2013)
- Tibor Selymes (2000-2001)
- Léon Semmeling (1959-1974)
- Ásgeir Sigurvinsson (1983-1981)
- Mike Small (1985-1986)
- Fredrik Söderström (2002-2003)
- Jesse Soubry (2005-2009 jeugd, 2009-2010)
- Robert Špehar (2002-2003)
- Ronnie Stam (2013-2015)

## T
- Simon Tahamata (1980-1984)
- Mohammed Tchité (2002-2006, 2010-2012)
- Jorge Teixeira (2014-januari 2016)
- Henri Thellin (1949-1965)
- Bernd Thijs (1995-2000)
- Jean Thissen (1965-1974)
- Guy Thys (1950-1954)
- Tiago Ronaldo (2009-2010)
- Salim Toama (2007-2009)
- Moussa Traoré (2009-2013)
- Adrien Trebel (2014-2017)
- George Țucudean (januari 2013-2013)
- Önder Turacı (2001-2004)

## V
- William Vainqueur (2011-2013)
- Daniel Van Buyten (1999-2001)
- Jelle Van Damme (2011-2015)
- Guy Vandersmissen (1978-1991)
- Kristof Van Hout (2009-2011)
- Wilfried Van Moer (1968-1976)
- Patrick Vervoort (1992-1994)
- Aurelio Vidmar (1994-1995)
- Vittorio Villano (2006-2007 jeugd, 2007-2008)
- Gyula Visnyei (1977-1978)
- Eddy Voordeckers (1979-1982)
- Henk Vos (1989-1990, 1990-1993)
- Christopher Verbist
- Víctor Valdés (januari 2016-2016)

## W
- Jonathan Walasiak (1995-2006)
- Johan Walem (2001-2003)
- Wamberto (1996-1998, 2004-2006)
- Benny Wendt (1981-1983)
- Olivier Werner (1993-2004 jeugd)
- Marc Wilmots (1991-1996)
- Michel Wintacq (1983-1988)
- Axel Witsel (1999-2006 jeugd, 2006-2011)

## Y
- Hiraç Yagan (2006-2007 jeugd, 2007-2011)
- Sambou Yatabaré (2015)

## Z
- Zefilho (1997-1998)

RSC Anderlecht ·
Antwerp FC ·
Beerschot AC ·
Beerschot VA ·
KSK Beveren ·
Rupel Boom ·
Cercle Brugge · 
Club Brugge ·
KRC Genk ·
KAA Gent · 
KV Kortrijk ·
OH Leuven ·
Lierse SK ·
RFC de Liège ·
KSC Lokeren ·
Lommel SK ·
KV Mechelen ·
Royal Excel Moeskroen ·
RAEC Mons ·
KV Oostende ·
RFC Seraing ·
STVV ·
Sporting Charleroi ·
Standard Luik ·
AFC Tubize ·
Union SG ·
KVC Westerlo ·
SV Zulte Waregem